# NGC 2537A
NGC 2537A is een balkspiraalstelsel in het sterrenbeeld Lynx. Het bevindt zich in de buurt van NGC 2537.

## Synoniemen
- MCG 8-15-51
- PGC 23057